# American Art-Union
Die American Art-Union war ein 1839 in New York City gegründeter Kunstverein, der bis 1853 bestand und auf der Grundlage von Subskriptionen seiner Mitglieder den Zweck verfolgte, über Ausstellungen, den Erwerb und die Verlosung von Kunstwerken sowie über Veröffentlichungen den öffentlichen Kunstgeschmack in den an öffentlich zugänglicher Kunst vergleichsweise noch armen Vereinigten Staaten zu begründen und zu fördern. Unter fünf anderen Kunstvereinen des Landes war er der größte und hatte großen Einfluss auf den Kunstbetrieb seiner Zeit.

## Geschichte
Das Konzept, nach Abzug der Organisationskosten eines Vereins mit Geld aus jährlichen Mitgliedsbeiträgen Kunstobjekte zu erwerben und sie unter den Mitgliedern zu verlosen, war um das Jahr 1800 in der Helvetischen Republik entstanden und hatte sich von der Schweiz in den Ländern des Deutschen Bundes verbreitet. Als der deutsche Kunsthistoriker Gustav Friedrich Waagen, Direktor der Berliner Gemäldegalerie, in den 1830er Jahren eingeladen war, in London vor einem Ausschuss des House of Commons über deutsche Kunstvereine zu berichten, empfahl er deren Konzept, woraufhin es zur Gründung der ersten Kunstvereine im Vereinigten Königreich kam.

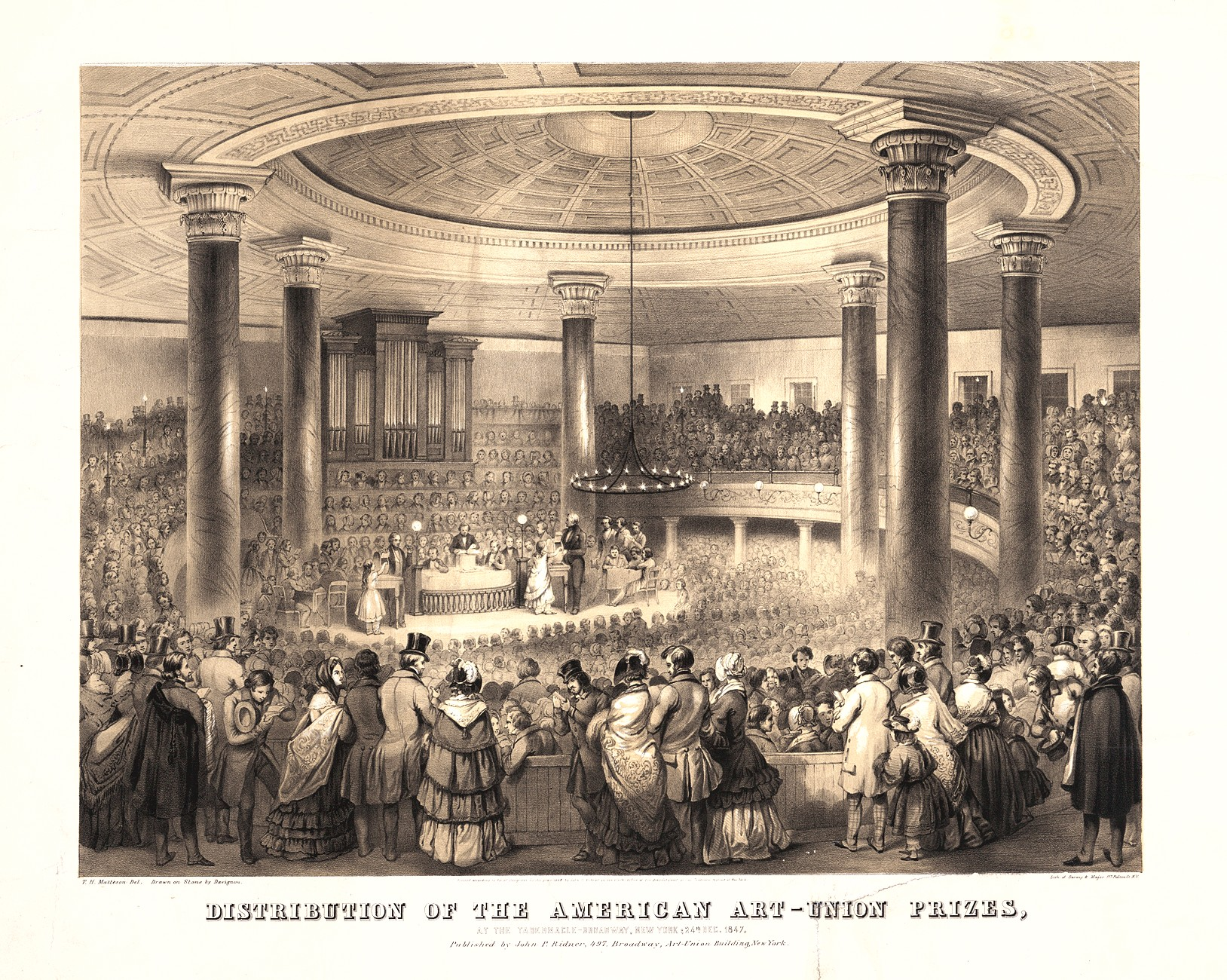
Lithografie von Francis D’Avignon (1813–1871) zur Verlosungsveranstaltung der AAU im Jahr 1847

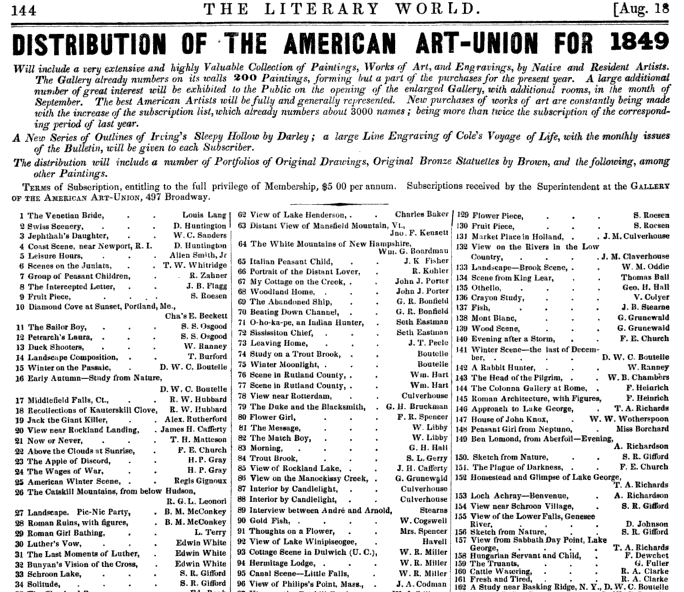
Annonce der AAU in der Zeitung The Literary World mit Auflistung der im Jahr 1849 zur Verlosung gelangenden Kunstwerke (Auszug)

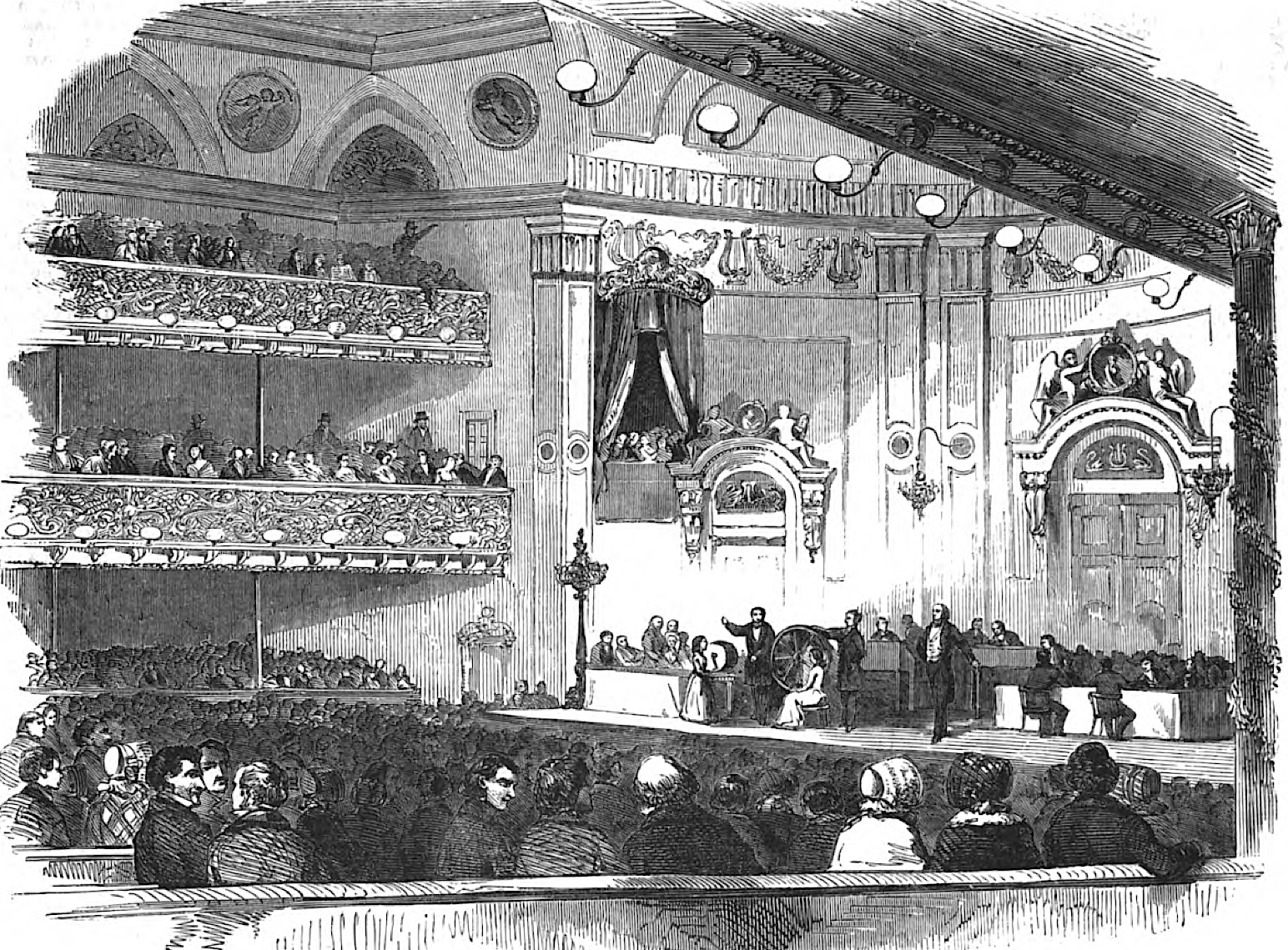
Illustration zur Verlosungsveranstaltung der AAU im Jahr 1850 in der Zeitung The Illustrated London News, 1851

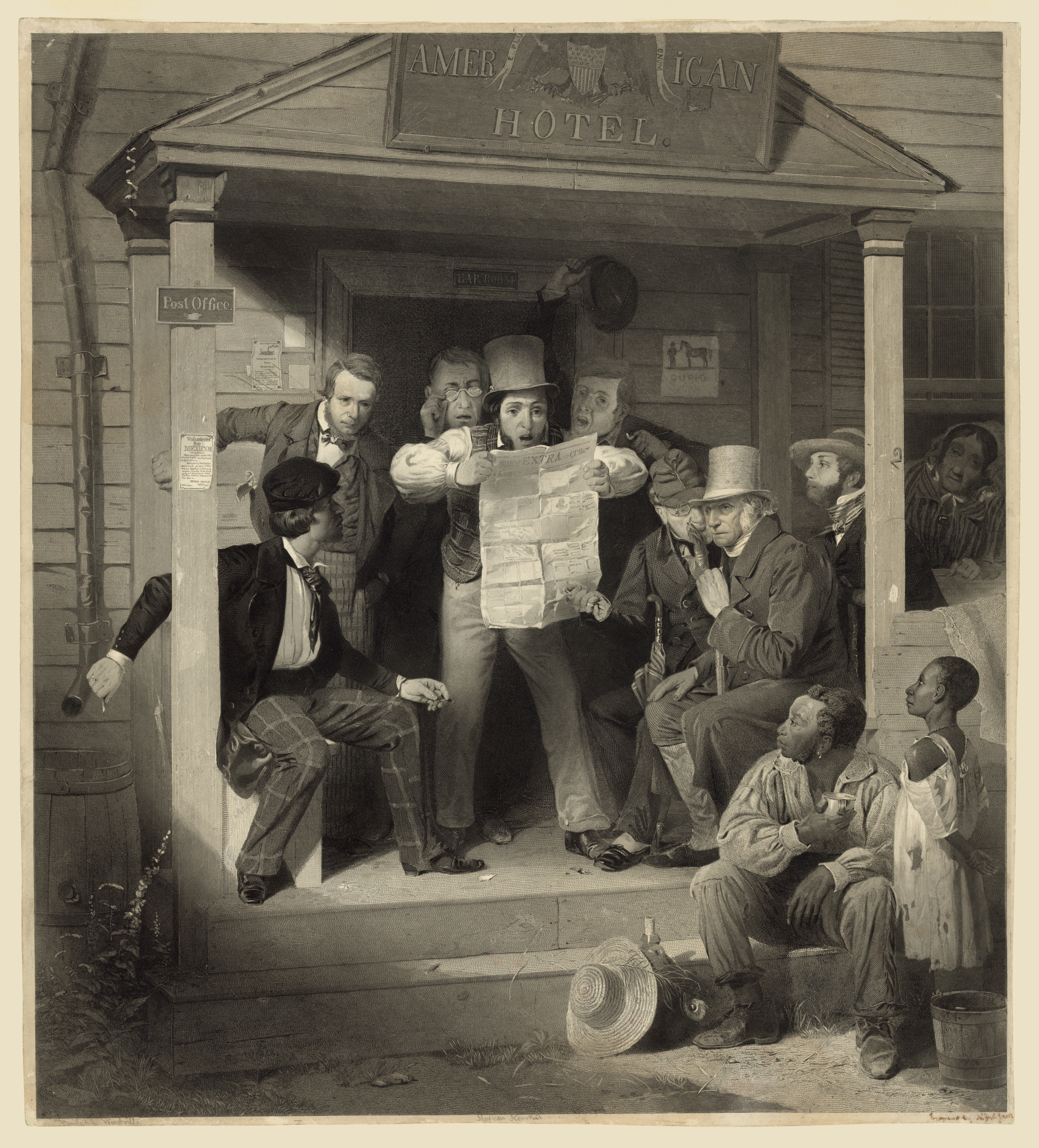
Mexican News, Lithografie von Alfred Jones (1819–1900) nach einem 1849 in der Galerie der AAU ausgestellten Gemälde von Richard Caton Woodville, 1851, Jahresgabe der AAU an ihre Mitglieder

Nach dem Vorbild britischer Kunstvereine, insbesondere der Art-Union of London und der Edinburgh Association for the Promotion of Fine Arts in Scotland, gründeten arrivierte Geschäftsleute, die sich 1839 unter dem Namen Apollo Association zu einem 14-köpfigen Management formierten, in New York City eine Gesellschaft, die sich ab 1840 American Art-Union (AAU) nannte. 1844 wurde dieser Name deren offizielle Bezeichnung. Unter den Personen des Managements befand sich neben Charles Leupp, einem der führenden Kaufleute Manhattans, auch Philip Hone, ein ehemaliger Bürgermeister New Yorks. Sie überführten die bereits 1838 von dem Porträtmaler, Stecher, Galeristen und Kunsthändler James Herring gegründete Apollo Gallery, die als eine der ersten Galerien New Yorks mittels Gaslampen auch abendlichen Besuch ermöglichte, in die Perpetual Free Gallery. Diese am Broadway firmierende Galerie stand den Mitgliedern der AAU unentgeltlich und Nicht-Mitgliedern gegen eine Gebühr zur Ausstellung und zum Verkauf von Kunst zur Verfügung. Im Laufe ihrer 13-jährigen Existenz zählte deren permanente freie Kunstausstellung ungefähr drei Millionen Besucher. Die Zahl der Vereinsmitglieder, die durch ihre Subskriptionen den Jahreshaushalt des Vereins maßgeblich bestimmten, stieg von 686 im Jahr 1840 ($ 5205), über 3233 im Jahr 1845 ($ 16.165) auf 18.960 im Jahr 1849 ($ 94.800). Die über die Jahre amtierenden fünf Präsidenten der AAU waren von 1839 bis 1841 der Arzt John Wakefield Francis (1789–1861), von 1842 bis 1843 der Kaufmann Daniel Stanton, von 1844 bis 1846 der Dichter und Journalist William Cullen Bryant, von 1847 bis 1849 der Kaufmann und Politiker Prosper Montgomery Wetmore (1798–1876) und ab 1849 der Kaufmann und Kunstsammler Abraham M. Cozzens. Nach dem Vorbild der American Art-Union wurde 1847 in Cincinnati die Western Art-Union gegründet.
Die AAU, die im Gegensatz zur alten Patrizierschicht New Yorks die moderneren Kunstauffassungen eines aufstrebenden liberalen Bürgertums der amerikanischen Ostküste vertrat, verstand sich als Richterin und Wächterin über eine entstehende amerikanische Kunst. In ihrem erzieherischen Sendungsbewusstsein wollte sie auch die einfachsten Menschen in den entlegensten Landesteilen erreichen und bilden. Hierzu betrieb sie in ihren Veröffentlichungen Kunstkritik. Sie verbreitete ihren Kunstgeschmack, den sie als „correct taste“ empfand, mittels Wort und Bild, indem sie in ihren Organen, in den Transactions of the American Art Union und besonders in dem feuilletonistischen Bulletin of the American Art-Union, entsprechende Drucke publizierte, Kunst erklärte, das Geschehen des Kunstbetriebs kommentierte und über ihre Aktivitäten berichtete. Die Künstler, die durch die AAU gefördert wurden, waren vor allem Landschaftsmaler der Hudson River School, etwa Thomas Cole, Jasper Francis Cropsey, Asher Brown Durand und John Frederick Kensett, aber auch Maler wie George Caleb Bingham, Emanuel Leutze und Richard Caton Woodville, die nach Europa gezogen waren und mit Genrebildern der Düsseldorfer Schule die amerikanische Kunst beeinflussten.
Das Konzept der AAU, das ihren Mitgliedern für einen Jahresbeitrag von fünf Dollar, was ungefähr 150 Dollar heutiger Kaufkraft entspricht, nicht nur den postalischen Bezug des Vereinsorgans einschließlich eines Stichs von einem Kunstwerk eines beachtlichen amerikanischen Künstlers als Jahresgabe ermöglichte, sondern auch die Chance eröffnete, ein wertvolles Bild zugelost zu bekommen, war zunächst ein wirtschaftlicher Selbstläufer. Für Mitglieder, die in der permanenten freien Ausstellung ihre Kunst ausstellten, bestand darüber hinaus der Vorteil, ein größeres Publikum zu erreichen, nicht zuletzt auch über die rege Berichterstattung in den Zeitungen.
Nachdem die Zahl der außerhalb New Yorks wohnenden Mitglieder der AAU bis zum Ende der 1840er Jahre auf über zwei Drittel angewachsen war, entstand jedoch das Problem, dass unvorhergesehene Versandkosten den Haushalt des Vereins erheblich belasteten und somit deutlich weniger Mittel verfügbar waren, wertvolle Kunstobjekte für die jährliche Vereinslotterie zu erwerben, was die Zahl der Subskribenten 1850 drastisch einbrechen ließ. In den Jahren 1849 und 1850 entstand zudem ein öffentlich geführter, hässlicher Streit mit einem konkurrierenden Kunstverein, der International Art-Union, einer Gründung der Goupil & Cie des Pariser Kunsthändlers Adolphe Goupil und dessen Kunstagenten Wilhelm Schaus. Unter Führung von James Gordon Bennett, dem Herausgeber des New York Herald, kam es ferner zu einer Welle von beißenden Kommentaren der Presse, in denen der AAU Vetternwirtschaft, Machtmissbrauch, Missmanagement und die Durchführung einer illegalen Lotterie vorgeworfen wurde, woraufhin rund 3000 Mitglieder die AAU verließen. Dies wiederum wirkte sich auf die Vereinsfinanzen aus, die Ende 1850 derart schwierig waren, dass sich das Management entschloss, die Jahreslotterie zu verschieben. Den Todesstoß versetzte schließlich der New York State Supreme Court der AAU, indem er im Juni 1852 urteilte, dass die Jahreslotterie der AAU illegal war. Daraufhin war die AAU gezwungen, sich aufzulösen. Ende 1852 wurden Bilder und Skulpturen aus dem Besitz der AAU versteigert. Objekte, die nicht versteigert werden konnten, und weiterer Nachlass der AAU gingen 1863 in den Besitz der New-York Historical Society über, zu deren Mitgliedern auch viele ehemalige Mitglieder der AAU gehörten. Das Bulletin wurde 1853 eingestellt. Das Ausstellungsgebäude der AAU übernahm 1854 die Düsseldorf Gallery des Geschäftsmanns und Kunstsammlers Johann Gottfried Böker.

## Schriften
- Transactions of the Apollo Association for the Promotion of the Fine Arts in the United States. New York City, 1839–1842 (Digitalisate).
- Transactions of the American Art-Union. New York City, 1844–1849 (Digitalisate).
- Bulletin of the American Art-Union. The Union, New York City, 1848–1853 (Digitalisate).
- American Art-Union Distribution, New York City, 22. Dezember 1848 (Digitalisat)